# Богомил Райнов
Богомил Ніколаєв Райнов (болг. Богомил Николаев Райнов; 19 червня 1919, Софія, Болгарія — 8 червня 2007, Софія, Болгарія) — болгарський письменник та громадський діяч. Автор детективних романів.
Член-кореспондент Болгарської АН (1974).

## Життєпис
Народився в родині відомого письменника і вченого Ніколая Райнова. Закінчив Софійський університет. Вивчав філософію, спеціалізація — естетика та мистецтвознавство.
Свої перші вірші Райнов почав публікувати в середині 1930-х років, а в 1940 році вийшла його перша поетична збірка «Вірші», яку схвально оцінили критики. З 1944 року член Болгарської робітничої партії (комуністів). Після Другої світової війни 7 років, з 1953 по 1960, пропрацював аташе з культури у Парижі. В 1950-х почав публікувати свої оповідання та повісті так званого паризького циклу. Саме вони принесли популярність Райнову як прозаїку. Крім того, Райнов пише соціальну прозу про болгарську дійсність, а також науково-популярні праці з мистецтвознавства, в яких критично висловлюється стосовно західної масової культури («Чорний роман», «Масова культура» та ін).
1963 року вийшов друком детективний роман «Інспектор і ніч». Популярність Богомилу Райнову приніс цикл пригодницьких романів, об'єднаних головним героєм, розвідником Емілем Боєвим: «Пан Ніхто», «Немає нічого ліпшого за негоду», «Велика нудьга» та інші. У них мало погонь і стрілянини, але з лишком вистачає боротьби інтелекту. Вороги у Райнова розумні, підступні й нещадні, але й головний герой нічим їм не поступається. Втім, моральна перевага Боєва над західними шпигунами настільки очевидна, що в читача не виникає навіть сумніву в його правоті.
Екранізовано більшість романів Богомила Райнова. Сам автор працював сценаристом при їх створенні. Крім того, Богомил Райнов писав праці з естетики та образотворчого мистецтва («Художня майстерність»).

## Державні нагороди
- Орден Кирила і Мефодія. 1 ступінь. (1959)
- Заслужений діяч культури Болгарії. (1965)
- Димитровська премія. (За роман «Пан Ніхто») (1969)
- Народний діяч культури Болгарії. (1971)
- Герой Соціалістичної Праці. (1976)
- Орден Георгія Димитрова. (1979)
- Орден «13 століть Болгарії». (1989)

## Екранізація
- Інспектор і ніч. Болгарія. (1963)[2]
- Дороги в нікуди (в 1968 р. екранізовано під назвою «Біла кімната»)[3]
- Пан Ніхто. Болгарія. (1969)[4]
- Немає нічого ліпшого за негоду. Болгарія. (1971)[5]
- Велика нудьга. Болгарія. (1973)[6]
- Бразилійська мелодія (1974)[7]
- Наївна людина середнього віку (1976)[8]
- Реквієм мерзотниці. Два фільми(?): «Синята безпределност»[9] та «Реквием за една мръсница»[10], обидва 1976 року)
- Чорні лебеді. (1977)[11]
- Помирати — в крайньому випадку (телевізійний серіал, 1978)[12]
- Тайфуни з ніжними іменами (1979)[13]
- Ранок ще не день (телевізійний серіал, 1985)[14]
- Болеро (2013)[15]

## Переклади українською мовою
Низку романів Богомила Райнова перекладено українською мовою.
- Богомил Райнов,. Пан Ніхто. Київ. — Дніпро, 1972. — 656 с.. Переклад українською мовою Юрія Чикирисова.
- Богомил Райнов,. Нема нічого ліпшого за негоду. Київ. — Дніпро, 1972. — 656 с.. Переклад українською мовою Любима Копиленка.
- Богомил Райнов,. Велика нудьга. Київ. — Дніпро, 1972. — 656 с.. Переклад українською мовою Любима Копиленка.
- Богомил Райнов,. Тайфуни з ніжними іменами. Львів. — Каменяр, 1982. — 255 с.. Переклад українською мовою Марії Вакалюк-Дорошенко та Катерини Марущак-Зозуляк.

У 1988 році у видавництві «Дніпро» вийшла збірка усіх чотирьох творів під спільною назвою «Пан Ніхто».
- Богомил Райнов,. Пан Ніхто. Київ. — Дніпро, 1988. — 765 с..
- Богомил Райнов,. Людина повертається з минулого. Київ. — Молодь, 1968. — 119 с.. Переклад українською мовою Любима Копиленка.
- Богомил Райнов,. Інспектор і ніч. Бразилійська мелодія. Київ. — Радянський письменник, 1974.. Переклад українською мовою Юрія Чикирисова.
- Богомил Райнов,. Чорні лебеді. Київ. — Дніпро, 1986. — 352 с..
- Богомил Райнов,. Не сміши мене. Київ. ― Молодь, 1988. ― 248 с.. Переклад українською мовою Софії Скирти та Івана Сварника.
- Богомил Райнов,. Як вмираємо тільки ми. Київ. — Держлітвидав України, 1962. — 82 с..